# Olivares de Duero
Olivares de Duero – gmina w Hiszpanii, w prowincji Valladolid, w Kastylii i León, o powierzchni 29,33 km². W 2011 roku gmina liczyła 325 mieszkańców.